# Honoriusz I
Honoriusz I (ur. w Kampanii, zm. 12 października 638 w Rzymie) – 70. papież w okresie od 27 października 625 do 12 października 638.

## Życiorys
Był synem konsula Petroniusza. Został papieżem dwa dni po śmierci swojego poprzednika Bonifacego V, a niezbędnej zgody cesarskiej udzielił egzarcha Izaak. W chwili wyboru nie był kardynałem. Za swojego mistrza uważał Grzegorza I i podzielał jego poglądy dotyczące mnichów (także zamienił swój rzymski dom w klasztor i zatrudniał mnichów w papieskiej kancelarii).
Jako papież podjął kroki mające na celu zgodę pomiędzy Rzymem a Rawenną, siedzibą egzarchy. W tym celu ufundował kościół poświęcony św. Apolinaremu i zainicjował msze ku jego czci. Ponadto w 634 roku nadał paliusze arcybiskupom Yorku i Canterbury, nakazując by, w przypadku śmierci jednego, drugi mianował następcę. Wysłał do zachodnich Sasów Birinusa z misją ewangelizacyjną, a także wysłannika na 6. synod w Toledo, by ponaglić ich w nawracaniu Żydów (638 rok). Znamienne jest, że Honoriusz dokonał pierwszej odnotowanej egzempcji opactwa w Bobbio.
Oceniany jest jako dobry administrator: dbał o zapasy zbóż, odrestaurował rzymskie wodociągi, bazylikę św. Piotra i bazylikę św. Agnieszki.

## Problem Honoriusza
W 638 roku Honoriusz wdał się w spór pomiędzy patriarchą Konstantynopola Sergiuszem I, a patriarchą Jerozolimy Sofroniuszem I. Sergiusz, chcąc pogodzić monofizytów egipskich z Kościołem Rzymskim zdecydował się rozstrzygnąć kwestię dwóch natur Chrystusa wprowadzając monoteletyzm, czemu stanowczo sprzeciwił się Sofroniusz. W celu zakończenia sporu zwrócono się z prośbą do Honoriusza, który nie był zbyt obeznany z teologią grecką. W swoim liście stwierdził, że należy poprzeć ten drugi pogląd (monoteletyzm), co doprowadziło do tego, że na soborze w Konstantynopolu papież został potępiony i uznany za heretyka. Aż do XI wieku Honoriusza wyklinali kolejni papieże, a na soborze watykańskim I w 1870 przeciwnicy dogmatu o nieomylności papieża powoływali się na jego pomyłkę.